# 桑実胚

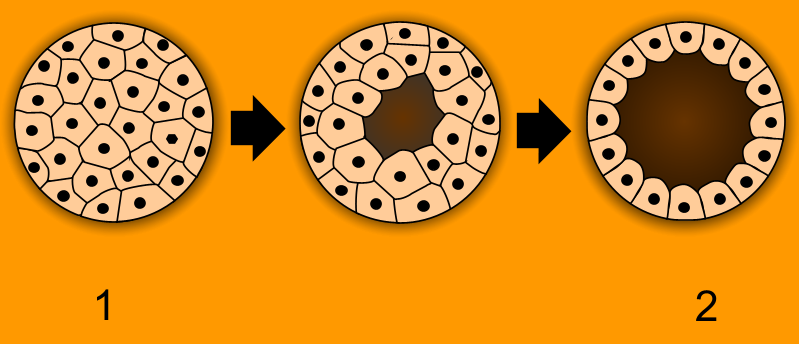
en:Blastulation:胞胚形成 、1 - :en:Morula:桑実胚、2 - :en:blastula:胞胚

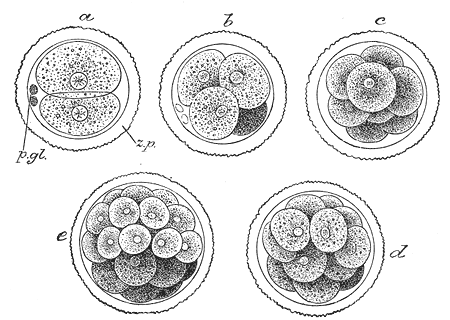
受精後の哺乳動物卵子の分割の最初の段階。図表のz.p.は透明帯。p.gl.は:en:Polar body:極体。aは2細胞期。bは4細胞期。cは8細胞期。d、eは桑実胚期。

桑実胚（そうじつはい、英: Morula）とは、全割を伴う動物の発生において見られる、ごく初期の胚の名である。胚という名をもらう最初の段階でもある。このあとさらに分裂が進むと、内部に卵割腔を生じて胞胚に発達する。
桑実胚の名称は英名もクワの実に由来する。クワの実はキイチゴのように粒が集まった形であり、胚発生の初期において細胞が数を増して、しかし未だに個々の細胞が確認できる状態をこれに比したもので、おおむね16-32個程度の細胞数のものをこう呼ぶ。
この状態では不可逆的な分化をしていない（細胞運命は決定(determine)されていない）ことが多いが、どのような細胞に分化するかはすでに決まっており、それらは後の発生で重要な役割を果たす。
たとえばウニの場合、16細胞期に植物極側に形成される小割球と呼ばれる4個の割球によって動物極側から内胚葉が誘導されることが実験的に示されている。具体的には、胞胚期に動物極側の半分だけを切り出した場合、この部分は胞胚から先の発生を行えない。さらに植物極側の上半分までを加えても、幼生の形に近くはなるが、完全な幼生にはならない。ところが、動物極側の細胞群に小割球由来の細胞群を合わせると、完全な幼生を生じる。このことにより小割球が内胚葉を誘導する性質を持つように分化していることが分かる。
また別の例として哺乳類の場合、桑実胚の外側に位置する細胞群が栄養芽細胞、内部の細胞群が内部細胞塊になる。。これは内部の細胞は周囲の細胞からのシグナルを受けることにより、発現する転写因子が変化するためである。